# 阿尔达马
阿尔达马是奇瓦瓦州的67个市镇中的一个，位于北墨西哥。它的市政厅在胡安-阿尔达马。
2010年的数据显示，阿尔达马市镇共有人口22,302人，多于2005年的19,879人。市镇的面积为9835.9 km²。
阿尔达马市镇下辖487个居民点，其中人口最多的是（圆括号中为2010年人口统计数据）：胡安-阿尔达马（18,642人），该居民点分为城市部分和农村部分。

## 地理

### 城镇和村庄
| 名字                              | 人口(2010年) |
| --------------------------------- | ------------ |
| 胡安-阿尔达马                     | 18,642人     |
| 拉梅萨                            | 665人        |
| 法洛米尔站                        | 454人        |
| 梅诺尼塔-拉斯邦巴斯移民镇         | 318人        |
| 埃米利亚诺-萨帕塔（圣伊格纳西奥） | 206人        |
| 埃尔普埃夫利托                    | 195人        |
| 普拉塞尔-德瓜达卢佩               | 168人        |
| 圣迭戈-德阿尔卡拉                 | 130人        |
| 全市镇                            | 22,302人     |

## 政治

### 历任区长
- 弗朗西斯科·哈克斯·马克斯（西班牙語：Francisco Jaquez Márquez；1974年-1977年）
- 萨乌尔·加里韦·普拉森西亚（西班牙語：Saúl Garibay Plascencia；1977年-1980年）
- 佩德罗·波拉斯·鲁维奥（西班牙語：Pedro Porras Rubio；1980年-1983年）
- 埃克托尔·克鲁斯·阿科斯塔（西班牙語：Hector Cruz Acosta；1983年-1986年）
- 鲁道夫·帕切科·莫拉莱斯（西班牙語：Rodolfo Pacheco Morales；1986年-1989年）
- 罗伯托·索萨·加林多（西班牙語：Roberto Sosa Galindo；1989年-1992年）
- 罗赫略·卡拉斯科·冈萨雷斯（西班牙語：Rogelio Carrasco González；1992年-1995年）
- 加斯东·阿门达里斯·洛佩斯（西班牙語：Gastón Armendáriz López；1995年-1998年）
- 米格尔·鲁维奥·卡斯蒂略（西班牙語：Miguel Rubio Castillo；1998年-2001年）
- 霍埃尔·阿兰达·奥利瓦斯（西班牙語：Joel Aranda Olivas；2001年-2004年）
- 赫苏斯·鲁伊斯·费尔南德斯（西班牙語：Jesús José Ruiz Fernández；2004年-2007年）
- 米格尔·鲁维奥·卡斯蒂略（西班牙語：Miguel Rubio Castillo；2007年-2010年）
- 奥斯卡·雷内·达维拉·特鲁希略（西班牙語：Óscar René Dávila Trujillo；2010年-2013年）
- 莱昂内尔·古铁雷斯·埃斯特拉达（西班牙語：Leonel Gutiérrez Estrada；2013年-2016年）
- 阿尔韦托·巴斯克斯·索利斯（西班牙語：Alberto Vazquez Solis；2016年-2018年）
- 米格尔·鲁维奥·卡斯蒂略（西班牙語：Miguel Rubio Castillo；2018年-2021年）